# JungdemokratInnen/Junge Linke

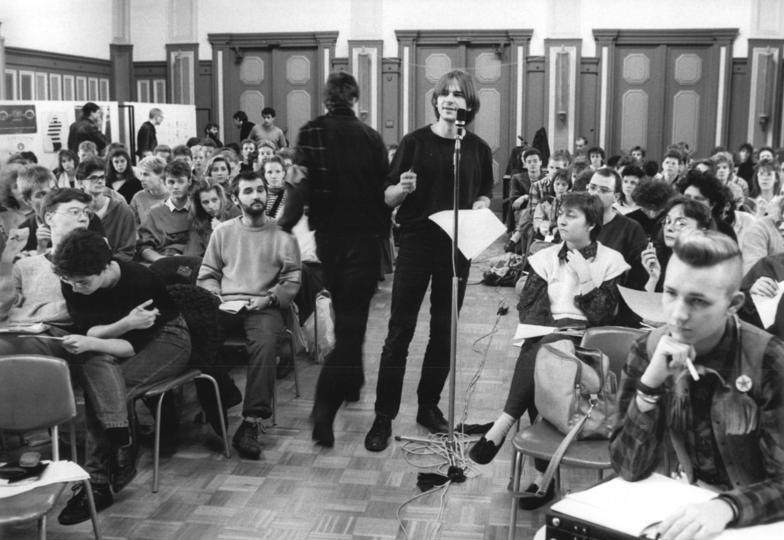
Congreso fundacional de la asociasión, 1990.

JungdemokratInnen/Junge Linke – radikaldemokratischer und parteiunabhängiger Jugendverband e.V (puede ser traducido como: Jóvenes Demócratas/Joven Izquierda), abreviado como JD/JL, es el nombre de una asociación de jóvenes en Alemania.

## Membresía
Es posible afiliarse a partir de los 14 años hasta los 30 años. La membresía termina automáticamente al cumplir los 35 años.

## Contactos
Pertenece al European Network of Democratic Young Left.

## Fundación
Fue fundada en 1919 como asociación de jóvenes del partido Deutsche Demokratische Partei.